# Суперкубок України з волейболу серед чоловіків 2024
Суперкубок України серед чоловічих волейбольних команд відбувся 3 листопада 2024 року в Городку Хмельницької області.

## Учасники
Учасники турніру:
| Команда             | Місто   | Сезон 2023/2024                     |
| ------------------- | ------- | ----------------------------------- |
| «Епіцентр-Подоляни» | Городок | Володар кубка України               |
| «Житичі-Полісся»    | Житомир | Бронзовий призер чемпіонату України |

## Матч
| Дата      | Час   |                     | Рахунок |                  | Сет 1 | Сет 2 | Сет 3 | Сет 4 | Сет 5 | Всього | Звіт |
| --------- | ----- | ------------------- | ------- | ---------------- | ----- | ----- | ----- | ----- | ----- | ------ | ---- |
| 3.11.2024 | 19:00 | «Епіцентр-Подоляни» | 3–0     | «Житичі-Полісся» | 25–19 | 25–19 | 25–20 |       |       | 75–58  |      |

| 2                | Україна    | Максим Дрозд        | 10 |
| 4                | Чорногорія | Воїн Чачич          | 17 |
| 6                | Чехія      | Міхал Фінгер        | 11 |
| 8                | Україна    | Олександр Коваль    | 5  |
| 9                | Україна    | Дмитро Янчук        | 9  |
| 15               | Україна    | Віталій Щитков ()   | 4  |
| 19               | Україна    | Олександр Бойко (л) |    |
| Головний тренер: |            |                     |    |
| Флавіо Гулінеллі |            |                     |    |

| 8                    | Україна | Андрій Стеблецький   | 1  |
| 9                    | Україна | Віктор Шаповал       | 10 |
| 11                   | Україна | Микола Рудницький () | 6  |
| 12                   | Україна | Горден Брова (л)     |    |
| 14                   | Україна | Микита Лубан         | 2  |
| 18                   | Україна | Ян Єрещенко          | 7  |
| 19                   | Україна | Олександр Гладенко   | 4  |
| Заміни:              |         |                      |    |
| 2                    | Сербія  | Мілош Арсеноскі      |    |
| 5                    | Україна | Павло Плотніков      |    |
| 15                   | Україна | Микита Арбузов       | 1  |
| 22                   | Україна | Анатолій Хваста (л)  |    |
| Головний тренер:     |         |                      |    |
| Сергій Терейковський |         |                      |    |

- Арбітри: Андрій Ковальчук, Віталій Паршин